# UDBA
Die Uprava državne bezbednosti (serbisch-kyrillisch Управа државне безбедности, bosnisch Uprava državne bezbjednosti, slowenisch Uprava državne varnosti, kroatisch Uprava državne sigurnosti, deutsch Behörde für Staatssicherheit, kurz UDB, meist grammatisch UDB-a, vereinfacht UDBa oder UDBA) war die 1946 gegründete Geheimpolizei Jugoslawiens. Einen Angehörigen der UDB nannte man serbokroatisch udbaš und slowenisch udbovec.
Im Zuge der Dezentralisierungstendenzen ab 1966 wurde die UDBA in Služba državne bezbednosti (serbisch-kyrillisch Служба државне безбедности ‚Staatssicherheitsdienst‘), kurz SDB, umbenannt. Umgangssprachlich blieb jedoch die Bezeichnung UDBA gebräuchlich.
Neben der Abrechnung mit den jeweiligen Gegnern war die Organisation der UDB vor allem gegen tatsächliche und eventuelle Gegner des kommunistischen Regimes Jugoslawiens gerichtet, was vor allem Internierung oder physische Beseitigung bedeutete. Die UDB ist mutmaßlich für etwa 200 Morde und Entführungen verantwortlich. 1964 wurde dafür eigens eine Abteilung eingerichtet. Die Befehle zur Ermordung der Dissidenten wurden vom jugoslawischen Staatschef Tito persönlich erteilt. Nach dessen Tod im Jahr 1980 konnten Liquidierungsanordnungen ausschließlich durch die politischen Entscheidungsträger innerhalb der jeweiligen Exekutivkomitees der kommunistischen Partei auf Republikebene getroffen werden.
Mit dem Zerfall Jugoslawiens wurde die UDBA, offiziell mittlerweile der SDB, im Jahr 1991 aufgelöst. Ihr Nachfolger war in der Bundesrepublik Jugoslawien der jugoslawische Staatssicherheitsdienst RDB. Nach der Auflösung der UDB in den 1990er Jahren wurden viele ihrer Funktionäre in teilweise hohe Funktionen der Nachfolgestaaten Jugoslawiens übernommen.

## Geschichte

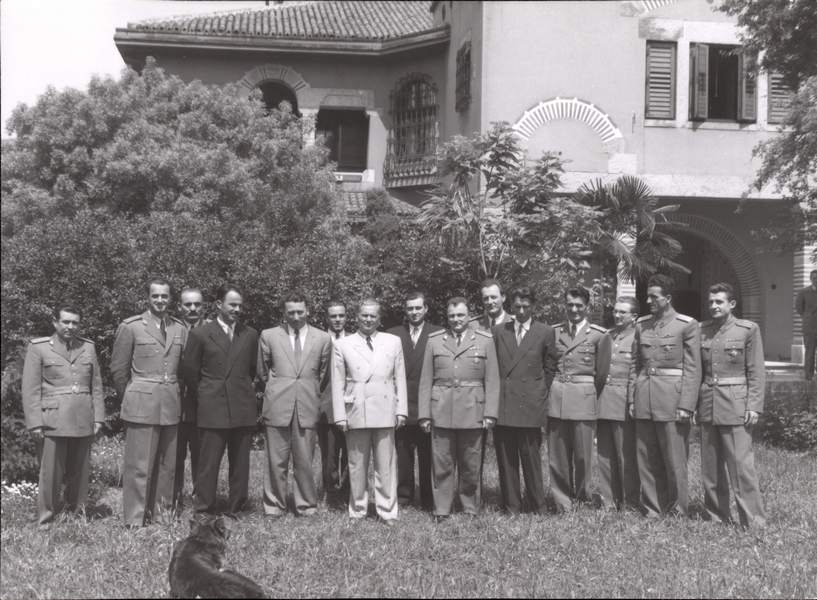
Josip Broz Tito mit Vertretern des UDB, 1951

Im März 1946 wurde der Odjeljenje za zaštitu naroda (OZN) als jugoslawischer Geheimdienst aufgelöst und daraus die politische Geheimpolizei UDBA sowie der Militärgeheimdienst Kontraobaveštajna služba (KOS; ab 1955 Organ bezbednosti, OB) gebildet.
Bis zum Jahr 1953 stand Aleksandar Ranković als jugoslawischer Innenminister an der Spitze des Staatssicherheitsapparates. Während einer Phase der innenpolitischen Liberalisierung Mitte der 1960er Jahre warf ihm die Parteiführung vor, die Reformen der gesellschaftlichen Selbstverwaltung zu behindern. Nach seinem erzwungenen Rücktritt im Juli 1966 wurde die jugoslawische Staatssicherheit dezentralisiert, das Personal reduziert (besonders auf Bundesebene) und parlamentarische Kontrollkommissionen eingerichtet.

## Organisation
Bis zur Reform im Jahr 1966 wurde die UDB zentral von der jugoslawischen Hauptstadt Belgrad aus geführt. Nach der Reform unterhielten die sechs jugoslawischen Teilrepubliken jeweils eigene Sicherheitsdienste, z. B. in Kroatien den „Služba državne sigurnosti“ (SDS), mit Sitz in Zagreb. Die UDB hatte, unter der Bezeichnung „Služba državne bezbednosti“ (SDB), als Bundessicherheitsdienst lediglich noch die Fachaufsicht über die Dienste der Teilrepubliken und übernahm Koordinationsfunktionen. Grundsätzlich benötigten die Dienste der Teilrepubliken keine vorherige Zustimmung der Bundesbehörde zur Ausführung von Aktionen. Nur wenn Belange des jugoslawischen Bundes, insbesondere außenpolitischer Art, berührt werden konnten, musste für Aktionen eine Genehmigung eingeholt werden.
Der SDB auf Bundesebene und auch die Dienste der Teilrepubliken (z. B. der SDS in Kroatien) waren den jeweiligen Innenministerien angegliedert und standen unter deren politischer Führung. Politisch verantwortlicher Leiter des jeweiligen Sicherheitsdienstes war der zuständige Untersekretär (oder stellvertretender Minister) im Innenministerium. Der fachliche Leiter war der jeweilige „Sekretärsassistent“. Es gab acht Abteilungen; die Abteilung II befasste sich mit der „feindlichen Emigration“. Die Dienste der Teilrepubliken unterhielten in größeren Städten Regionalzentren („centar“), z. B. in Kroatien Ende der 1980er Jahre in Zagreb, Split, Rijeka, Osijek, Karlovac, Varaždin, Sisak, Pula, Bjelovar und Gospić.
Den Diensten waren jeweils analytische Abteilungen angegliedert, die mit dem Agentennetz im In- und Ausland in Verbindung standen und Einzelinformationen filterten, aufbereiteten und der Führung des Dienstes unterbreiteten.
Das Bindeglied zu der obersten politischen Führung des Sicherheitsapparats, den jeweiligen Staatspräsidien, stellten seit Beginn der 1980er Jahre die „Räte zur Verteidigung der verfassungsmäßigen Ordnung“ dar. Der Rat zur Verteidigung der verfassungsmäßigen Ordnung der Sozialistischen Republik Kroatien wurde mit Beschluss des Staatspräsidiums der Republik Kroatien vom 28. Mai 1980 ins Leben gerufen.
Schließlich unterhielt der Bundesstaat Jugoslawien den „Dienst für Information und Dokumentation“ (SID), der dem Fachressort des Außenministeriums unterstand.

## Geheimdienst
Neben den auf gesetzlicher Grundlage und mit offiziellen Mitarbeitern arbeitenden Sicherheitsdiensten (z. B. SDS und SDB) gab es seit Mitte der 1960er Jahre ein Netzwerk von Personen, das ausschließlich auf politische Weisung von für die öffentliche Sicherheit zuständigen Funktionsträgern der Exekutivkomitees der kommunistischen Partei im Bund oder den Teilrepubliken tätig wurde.
Aufgabe der in diesem Netzwerk tätigen Personen war es
- soweit sie im Ausland arbeiteten oder für bestimmte Aktionen dorthin gesandt wurden: Operationen im Ausland vorzubereiten oder durchzuführen
- soweit sie im jugoslawischen Inland arbeiteten: die aus den offiziellen Diensten kommenden Informationen auf ihre Bedeutung für die kommunistische Partei und deren Machterhalt zu filtern, aufzubereiten und so eine Entscheidungs- und/oder Einschätzungsgrundlage zu schaffen.

Nicht selten waren Personen, die eine Funktion in einem offiziellen Dienst (z. B. SDS und SDB) bekleideten gleichzeitig auch Mitglieder dieses Geheimdienstes. Bei den politischen Leitern der offiziellen Dienste (Untersekretären) war dies regelmäßig der Fall.
Für eine Mitarbeit in diesem – offiziell nicht existenten – Geheimdienst konnte man sich nicht bewerben. Die für den Geheimdienst tätigen Personen wurden nach Befähigung für die ihnen jeweils zu übertragende Aufgabe sowie persönlicher Zuverlässigkeit und Vertrauen angeworben. Da sie an logistisch wichtigen, für gegnerische Abwehrdienste zunächst unverdächtigen, aber mit viel Außenkontakt versehenen Schaltstellen im Ausland arbeiteten, waren oft Leiter oder Angestellte von Konsulaten, Reiseagenturen, Hotels, Zeitungen sowie Angehörige exiljugoslawischer Organisationen Mitarbeiter dieses verdeckt arbeitenden Geheimdienstes. Laut Roman Leljak stand etwa jeder 15. Bürger Jugoslawiens im Dienste der Udba, in Slowenien waren dies 54.000 Personen, in Kroatien 75.000. Laut Igor Omerza und Roman Leljak sollen auch 242 österreichische Beamte aus Polizei, Bundesheer und Diplomatie Informanten der UDBA gewesen sein.

## Inlandsaktivitäten

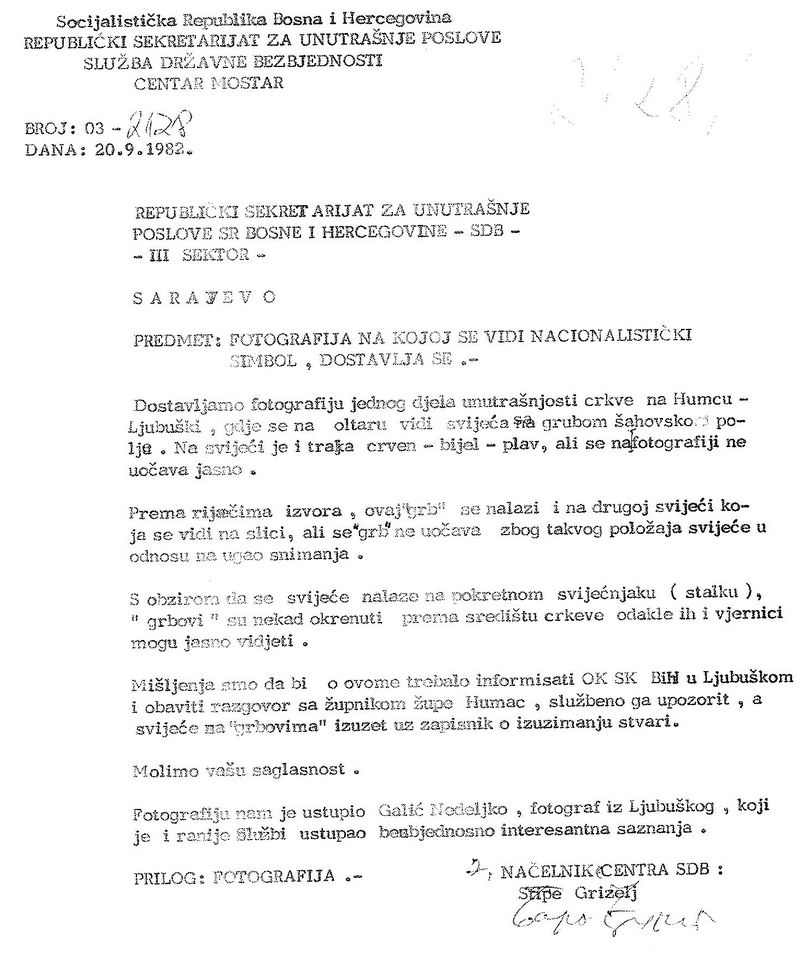
SDB-Bericht über das Zeigen eines, in dieser Zeit, nationalistischen Symbols: eine Kerze mit kroatischem Wappen am Altar einer Kirche in Humac bei Ljubuški (1982)

Im Inneren war die UDB/der SDB für das Aufspüren und die Inhaftierung politischer Gegner und Verdächtiger verantwortlich, von denen viele auf der Insel Goli otok festgehalten wurden. Das Sicherheitsgesetz gab ihr hierfür nahezu unbegrenzten Handlungsspielraum.
Der Artikel 39 Abs. 1 des jugoslawischen „Grundgesetzes über die inneren Angelegenheiten“ aus dem Jahr 1966 wies dem Staatssicherheitsdienst die Aufgabe zu, durch „Sammeln von Unterlagen und anderen Nachrichten die organisierte und geheime Tätigkeit zu entdecken, die die Unterhöhlung oder Beseitigung der durch die Verfassung bestimmten Ordnung zum Ziele hat“.

## Auslandsaktivitäten
Im Ausland trat die UDB gänzlich geheim auf. Ihr Tätigkeitsfeld umfasste hier hauptsächlich die Ermordung, Erpressung und Entführung antikommunistischer Emigranten. Zu den Opfern gehörten vor allem nationalistische Kroaten, Serben und Albaner. Der Artikel 92 des jugoslawischen Strafgesetzbuches gestattete staatliche Verfolgungsmaßnahmen gegen politische Opponenten unabhängig von deren Staatsbürgerschaft oder dem Ort ihrer antijugoslawischen Tätigkeit, was den Einsatz jugoslawischer Agenten jenseits der Staatsgrenzen legitimierte.
Die jeweilige „Abteilung II“ der Dienste hatte die Aufgabe, im Ausland gegen Emigranten vorzugehen. Die Regionalzentren führten Agenten im Ausland, die den Dienst mit Informationen versorgten. Sofern aus Sicht des Dienstes eine besondere Gefahr von Emigranten ausging, wurde mit „operativen Mitteln“ versucht, diese Personen zu „passivieren“. Die Palette der „Passivierung“ reichte von Desinformations- und Rufmordkampagnen bis hin zur Liquidierung.
Zwischen 1945 und 1989 soll die UDB /der SDB, laut einem Gutachter in einem Prozess am Oberlandesgericht München im Jahr 2008, angeblich 67 Gegner im Ausland ermordet haben.
Dazu gehörten u. a. die folgenden Morde:
- 13. September 1967 – der kroatische Gastwirt Marijan Šimundić wird am Stadtrand von Stuttgart mit acht Schüssen in seinem Auto getötet. Er war wichtiger Entlastungszeuge in einem Gerichtsprozess gegen den Exilkroaten Franjo Goreta.
- 30. September 1968 – die Leiche des Kroaten Hrvoje Ursa wird im hessischen Hutzdorf aus der Fulda geborgen. Er war drei Tage vorher gefesselt aus seiner Frankfurter Wohnung entführt worden.
- 26. Oktober 1968 – Mile Rukavina, Krešimir Tolj und Vid Maričić werden bei einem Überfall auf das Büro des Bundes der Vereinigten Kroaten in Deutschland e. V. (Ujedinjeni Hrvati Njemačke, kurz UHNj) in München durch Pistolenschüsse getötet.
- 9. April 1969 – der kroatische Gastwirt Mirko Čurić wird vor seinem Lokal in München von einer Bombe zerrissen, die in einer Plastiktüte versteckt war.
- 17. April 1969 – der Serbe Ratko Obradović (* 1919), Redakteur des serbischen Emigrantenblattes Iskra, wird auf offener Straße in München erschossen. Obradović war ein ehemaliger Funktionär der faschistischen Zbor-Partei und Offizier ihres bewaffneten Arms, des Serbischen Freiwilligen-Korps, der sich 1945 ins Exil geflüchtet hatte.
- 20. April 1969 – der Kroate Vjekoslav Luburić wird in seinem Haus in Carcaixent, Spanien, in dem auch die von ihm herausgegebenen kroatischen Exil-Zeitschriften gedruckt wurden, vermutlich von Ilija Stanić, einem seiner Angestellten und Agent des jugoslawischen Geheimdienstes erstochen.
- 28. Juni 1969 – Nahid Kulenović, Herausgeber einer kroatischen Exil-Zeitschrift, wird in der Badewanne seiner Münchner Wohnung erschlagen aufgefunden.
- 7. Januar 1971 – der Kroate Mirko Šimić stirbt unter mysteriösen Umständen in West-Berlin
- 9. März 1972 – Josip Senić, der Führer der „Kroatischen Revolutionären Bruderschaft“, wird in einem Hotelzimmer in Wiesbach bei Heidelberg mit zwei Schüssen im Schlaf getötet
- 14. September 1973 – der Kroate Josip Buljan-Mikulić wird in Kornwestheim erschossen.
- 8. Juli 1974 – der 79-jährige[13] Inhaber, Herausgeber und Chefredakteur des serbischen Emigrantenblattes Iskra Jakov Ljotić, Bruder von Dimitrije Ljotić und Chefredakteur des fünf Jahre zuvor ebenfalls ermordeten Obradović, wird mit seiner eigenen Krawatte in seiner Münchener Wohnung erdrosselt. Er hatte angekündigt über Titos Gefängnisse schreiben zu wollen.
- 5. März 1975 – die Leiche des Mate Jozak, Kroate mit australischer Staatsangehörigkeit, wird am Rheinufer bei Köln-Worringen angeschwemmt. Sein Todestag liegt über drei Monate zurück. Tatort in Neuss.
- 6. Juni 1975 – der Kroate Ilija Vučić, der 1962 an dem Anschlag auf die jugoslawische Mission in Bonn-Mehlem beteiligt war, wird beim Verlassen seiner Wohnung in Stuttgart mit drei Schüssen niedergestreckt. Er erliegt fünf Tage später seinen schweren Verletzungen.
- 19. April 1979 – die Leiche des Kroaten Jozo Miloš wird in einem Waldstück der Gemarkung Kerpen-Sindorf, nahe der Autobahn Köln–Aachen, mit zwei Einschusslöchern entdeckt.
- 15. September 1979 – der Serbe Salih Mesinović wird beim Streit in einer Frankfurter Gaststätte erschossen.
- 13. Januar 1980 – Nikola Miličević, ein Führungsmitglied im „Bund Vereinigter Kroaten“, wird am Frankfurter Mainufer im eigenen Auto mit drei Schüssen getötet.
- 16. April 1980 – Dušan Sedlar, der Vorsitzende des „Serbischen Nationalbundes“, wird in Düsseldorf auf einer belebten Straße erschossen.
- 9. Oktober 1981 – Ante Kostić, ehemals aktiv im „Nationalen Kroatischen Komitee“, stirbt in München an den Folgen von Schussverletzungen.
- 17. Januar 1982 – die Kosovo-Albaner Bardhosh und Jusuf Gërvalla sowie Kadri Zeka werden, beim Herausfahren ihres Autos aus einer Garage, in Untergruppenbach bei Heilbronn mit Maschinenpistolen erschossen. Einer von ihnen ist nicht sofort tot und beschuldigt noch jugoslawische Agenten als Täter.
- 26. März 1983 – Đuro Zagajski wird in München-Fasanengarten erschlagen aufgefunden.

Die jeweilige deutsche Regierung war über die geheimdienstlichen Aktivitäten gut unterrichtet, konnte oder wollte mit Rücksicht auf die guten Beziehungen mit Jugoslawien aber keine ernsthaften Schritte dagegen unternehmen. Die Taten erschienen der deutschen Öffentlichkeit teilweise als Konflikte im Unterweltmilieu.
Auf der anderen Seite meldete Tomo Renac, der Leiter der Konsularabteilung in der jugoslawischen Botschaft in Bonn, an seine Vorgesetzten (die Leiter des SID) nach Belgrad:

„Einige Ereignisse weisen darauf hin, dass die Bewegungen und Aktivitäten unserer Dienste in der BRD sehr genau verfolgt und von Seiten der deutschen Spionageabwehr und Nachrichtendienste analysiert werden. […] Zu solchen Erschwernissen gehören strafrechtliche und propagandistische Maßnahmen, mit denen man versucht, die Aktivitäten der jugoslawischen Staatssicherheit in der BRD unmöglich zu machen.“

Der jugoslawische Geheimdienst verübte von Anbeginn des kommunistischen Jugoslawiens in Südösterreich schwere Grenzverletzungen, welche in Mord oder Menschenraub an faschistischen und antikommunistischen Emigranten aus Jugoslawien endeten.
- 30. Juni 1945 – Josef Krpan, ein Ustaschaflüchtling der am Trampushof in Bleiburg beschäftigt war, wird während der Erntearbeit von einem OZNA-Tötungskommando erschossen.[17]

Ebenso kam auch die Gedenkveranstaltung für die Opfer des Massakers von Bleiburg ins Visier des jugoslawischen Geheimdienstes. Es folgten mehrere Sprengstoffanschläge gegen antikommunistische Kundgebungen und am 17. Februar 1975 die Ermordung des Hauptorganisators der kroatischen Gräber- und Erinnerungspflege für Österreich, des 65-jährigen Nikola Martinović. Martinović war auch einer der Begründer des Bleiburger Ehrenzuges, der jährlich das Totengedenken am Loibacher Feld bei Bleiburg (Österreich) – nur drei Kilometer von Staatsgrenze zu Jugoslawien entfernt – ausrichtet. Seit 1952 besuchen alljährlich Kroaten aus ganz Europa und Übersee dieses Gedenken. Das kommunistische Jugoslawien fasste die Veranstaltung, welche der Kroate Martinović organisierte, nach dem Berichten des Arbeitsprogrammes des Staatssicherheitsdienstes (Bestand AS 1931, T.E. 2232) aus dem Jahr 1975 stets als doppelte Provokation auf: Erstens, weil dort der Toten der Massaker von Bleiburg gedacht wurde, und zweitens, weil dort die damals in Jugoslawien streng verbotenen Symbole des Unabhängigen Staat Kroatiens offen gezeigt wurden.
Die UDBA war auch für eine Serie von Terroranschlägen während der 1970er Jahre in Kärnten verantwortlich, darunter am 18. September 1979 auf das Rathaus der Stadt Völkermarkt, in dem sich eine Ausstellung über den Kärntner Abwehrkampf befand. Dabei verletzten die beiden slowenischen UDB-Agenten sich selbst und einen Museumsmitarbeiter schwer. Der Agent Luka Vidmar verlor ein Bein. In die Fassade des Rathauses wurde ein Loch gerissen. Die beiden UDB-Agenten wurden 1980 zur vier Jahren Haft verurteilt, jedoch ein halbes Jahr später gegen zwei Agenten des österreichischen Bundesheers ausgetauscht.
Zu den aufsehenerregendsten Aktionen, die der UDBA zugeschrieben werden, gehörten unter anderem das Attentat auf den ehemaligen NDH-Staatschef Ante Pavelić im Jahr 1957 in Argentinien, an dessen Spätfolgen dieser 1959 in Madrid starb sowie die Ermordung des ehemaligen NDH-Generals und Politikers Vjekoslav Luburić im Jahr 1969 in Spanien, des kroatischen Autors Bruno Bušić im Jahr 1978 in Paris und der albanischen Emigranten Jusuf (Autor) und Bardhosh Gërvalla sowie Kadri Zeka (Journalist/Jurist) im Jahr 1982 in Untergruppenbach.

## Aufarbeitung
Die Udba-Morde sind eines der dunkelsten Kapitel Jugoslawiens. Sie stellen das Narrativ vom relativ freien Vielvölkerstaat infrage, der als weniger repressiv galt, als andere Staaten im kommunistischen Osteuropa. Tatsächlich gab es in Jugoslawien aber ein enges und dichtes Netz des Geheimdienstes Udba, in dem Zehntausende Staatsbürger mitarbeiteten.
Im Jahre 2003 veröffentlichte der ehemalige slowenische Honorarkonsul in Neuseeland Dušan Lajovic unter der Internetadresse www.udba.net umfangreiche Angaben über Personen, die mit der Geheimpolizei Jugoslawiens zusammengearbeitet hatten.
Später gab Lajovic seine Forschungsergebnisse als Buch mit dem Titel Med svobodo in rdečo zvezdo (Zwischen Freiheit und rotem Stern) heraus. Es handelte sich um eine gekürzte Fassung, da die gesamte politische Führung Sloweniens ausgespart wurde.
Bisher wurde in keinem der Nachfolgestaaten Jugoslawiens eine Behörde eingerichtet, die sich mit der Aufarbeitung der Tätigkeit des Geheimdienstes befasst, noch wurde eine offizielle Liste der Mitarbeiter der Öffentlichkeit zugänglich gemacht.
Seit Kroatien am 1. Juli 2013 EU-Mitglied ist, hat es die Pflicht, mit internationalem Haftbefehl gesuchte Verdächtige auszuliefern; dies geschah auch in einigen Fällen und 2014 wurde in Deutschland eine Verhandlung anberaumt.
Josip Perković wurde für den Mord an Stjepan Đureković zu lebenslanger Haft verurteilt.

## Bekannte Mitarbeiter
- Stanko Čolak (* 1936)
- Mladen Naletilić (1946–2021)
- Josip Perković (* 1945)
- Željko Ražnatović (1952–2000)